# Eric Hebborn
Eric Hebborn (South Kensington, 20 maart 1934 - Rome, 11 januari 1996) was een Engelse kunstschilder, -vervalser en schrijver. Hij studeerde aan de Royal Academy of Arts in Londen en was vooral bekend als meestervervalser van tekeningen en schilderijen van oude meesters.

## Levensloop
Hebborn begon zijn carrière als veelbelovende kunstenaar en werd al op jonge leeftijd opgemerkt vanwege zijn vaardigheden in de klassieke tekenkunst. Later werd hij bekend als een expert in de restauratie en conservering van kunstwerken. Maar na verloop van tijd besloot hij om zich te specialiseren in het vervalsen van tekeningen en schilderijen van oude meesters, waardoor hij bekend werd in de kunstwereld. Hij slaagde erin om vele vervalsingen te maken die als authentiek werden beschouwd en verkocht, en verdiende daarmee grote sommen geld.
Hebborn vervalste werken van kunstenaars als Giambattista Tiepolo, Michelangelo, Nicolas Poussin, Canaletto en veel anderen. In 1991 publiceerde hij zijn autobiografie, Drawn to Trouble: Confessions of a Master Forger, waarin hij openlijk sprak over zijn activiteiten als kunstvervalser en zijn visie op de kunstwereld. Hebborn schreef ook The Art Forger's Handbook, een handboek met instructies voor kunstenaars om oude meesters met authentieke materialen na te maken. Het handboek werd postuum gepubliceerd in 1997 en het was het laatste boek dat Hebborn schreef.
In 1996 werd hij in Rome vermoord, waarschijnlijk vanwege een conflict met een kunsthandelaar die hij beschuldigde van het verkopen van vervalst werk.

## Publicaties
- Drawn to Trouble: Confessions of a Master Forger (1991)
- The Art Forger's Handbook (1997)